# Путнам (окръг, Джорджия)
Окръг Путнам (на английски: Putnam County) е окръг в щата Джорджия, Съединени американски щати. Площта му е 935 km², а населението - 18 812 души (2000). Административен център е град Ийтънтън.